# Andrena latifrons
Andrena latifrons är en biart som beskrevs av Laberge 1977. Andrena latifrons ingår i släktet sandbin, och familjen grävbin. Inga underarter finns listade i Catalogue of Life.